# Torodi
Torodi és una regió entre Burkina Faso i Níger, situada al sud-est de Sebba (o Zebba, un territori al sud de Dori) i a l'oest de Niamey; la regió es troba a l'oest del riu Níger (riba dreta) i al sud dels rius Faga i Sirba.

## Història
La regió fou visitada per primer cop pel militar i explorador francès Louis Monteuil, per encàrrec de Louis M. Etienne, subsecretari d'Estat per les Colònies que li va demanar d'examinar la línia Say-Barroua que havia de marcar el límit entre dominis francesos i britànics, precisant la demarcació i durant la ruta havia de signar tractats comercials amb les poblacions visitades, buscant també una via d'accés cap al Txad i el Sudan central.
Monteuil va sortir el desembre de 189 de Saint Louis del Senegal amb el seu ajudant Badaire, un intèrpret secretari (Rosnoblet, que es va posar malalt aviat i va retornar) i 16 negres; va remuntar el riu Senegal i el Níger i va arribar a Ségou on va organitzar els portadors i mules que li calien. El 5 de desembre de 1891 era a San on es va aturar uns dies pel cansament dels seus homes, no acostumats a les marxes; després va anar a Kinian que el rei Tieba del Kénédougou (o de Sikasso) estava assetjant aquesta "tata" amb ajut del capità francès Quiquandon. El metge Crozat, ajudant de Quinquandon, li va donar un bon guia i papers pels mossis i va seguir cap a Sikasso, Bobo-Dioulaso, Lanfiéra, arribant el 28 d'abril a Waghadougou (Ouagadougou) on no va poder parar per tenir un home amb verola i es va dirigir a Dori; la pesta bovina li va matar els seus animals i els portadors el van abandonar i a Zebba (o Sebba) on va arribar el 16 de gener de 1891 va haver de parar 45 dies per refer la seva columna. Després va seguir cap al Torodi i va arribar a Ouro-Gueladjio (Ouro Guélédjo) on era cap Ibrahima-ben-Gueladio, que es va mostrar força amistós. Posteriorment ja va seguir fins a Say iniciant l'exploració encarregada.